# جورج غوندا الثاني
جورج غوندا الثاني (بالإنجليزية: George Gund)‏ هو مصرفي أمريكي، ولد في 13 أبريل 1888 في لاكروس في الولايات المتحدة، وتوفي في 15 نوفمبر 1966 في كليفلاند في الولايات المتحدة بسبب ابيضاض الدم.